# Pleospora ambigua
Pleospora ambigua är en svampart som först beskrevs av Berl. & Bres., och fick sitt nu gällande namn av Lewis Edgar Wehmeyer 1951. Pleospora ambigua ingår i släktet Pleospora och familjen Pleosporaceae.   Inga underarter finns listade i Catalogue of Life.